# 45 Geminorum
45 Geminorum är en gul jätte i stjärnbilden Tvillingarna.
45 Geminorum har visuell magnitud +5,48 och är svagt synlig för blotta ögat vid normal seeing. Den befinner sig på ett avstånd av ungefär 325 ljusår.